# Nuova Università di Lisbona
La Nuova Università di Lisbona (ufficialmente in portoghese Universidade Nova de Lisboa, pron. univɨsiˈdad(ɨ) ˈnɔvɐ dɨ liʒˈboɐ, semplicemente conosciuta come "a Nova" e con la sigla UNL) è stata fondata nel 1973, risultando essere la più giovane università pubblica di Lisbona, nel quadro di una più ampia politica di espansione e rinnovamento dell'alta formazione nel Portogallo.